# Colombiers-du-Plessis
Colombiers-du-Plessis è un comune francese di 476 abitanti situato nel dipartimento della Mayenne, nella regione dei Paesi della Loira.

## Società

### Evoluzione demografica
Abitanti censiti